# Crummock Water
Crummock Water is een meer in Lake District, een nationaal park in het graafschap Cumbria in het noordwesten van Engeland. Crummock Water ligt tussen de meren Buttermere aan zijn zuidelijke kant en Loweswater aan zijn noordzijde.
Crummock Water is 4 km lang, tussen 500 en 900 m breed en 44 m diep. De Natural Trust is eigenaar. Het meer strekt zich van het noordwesten naar het zuidoosten uit en wordt van het meer Buttermere gescheiden door een 1 km lange vlakte. Men neemt aan dat beide meren ooit een geheel vormden en de landbrug ontstond door afzettingen gedurende de laatste IJstijd. Een korte rivier, die Buttermere Dubs wordt genoemd, verbindt beide meren. In het zuidoosten wordt het dal afgesloten door de Fleetwith Pike. In het noordoosten ligt de heuvel Grasmoor en in het zuidwesten Mellbreak.

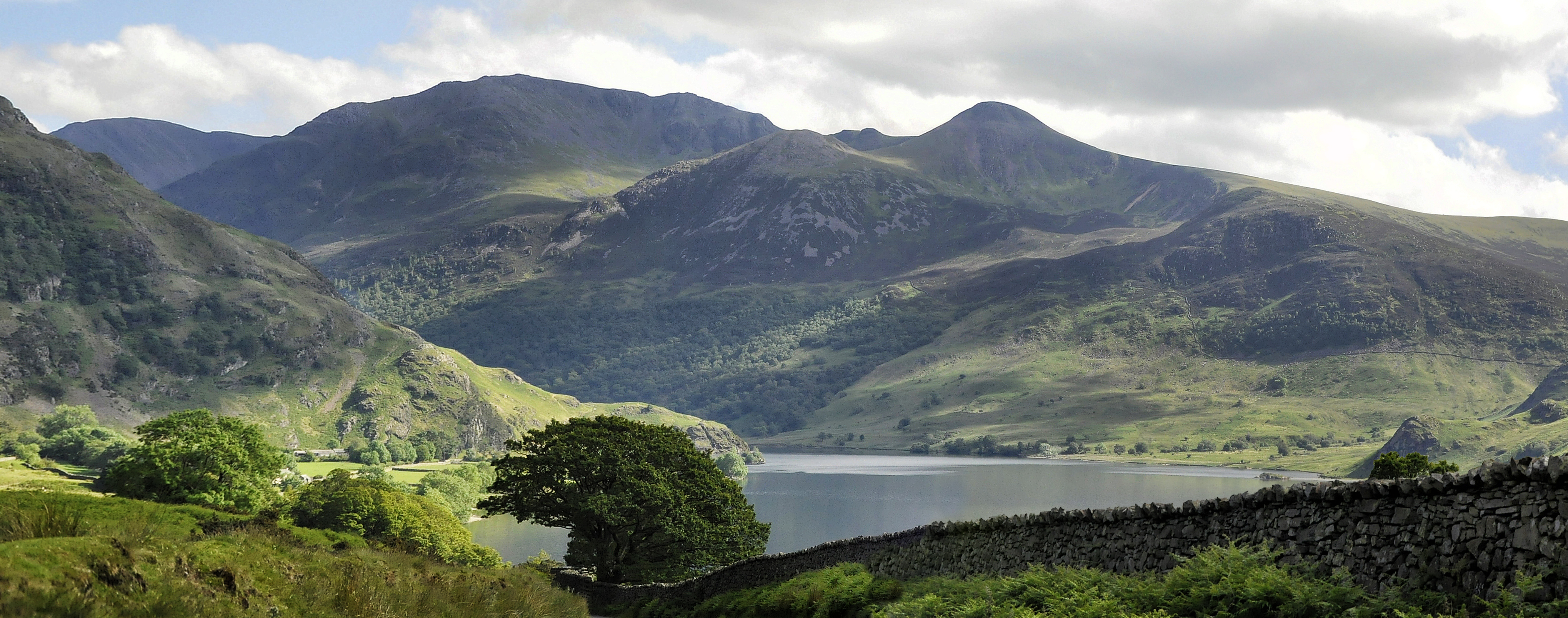
Crummock Water met Mellbreak op de westelijke oever
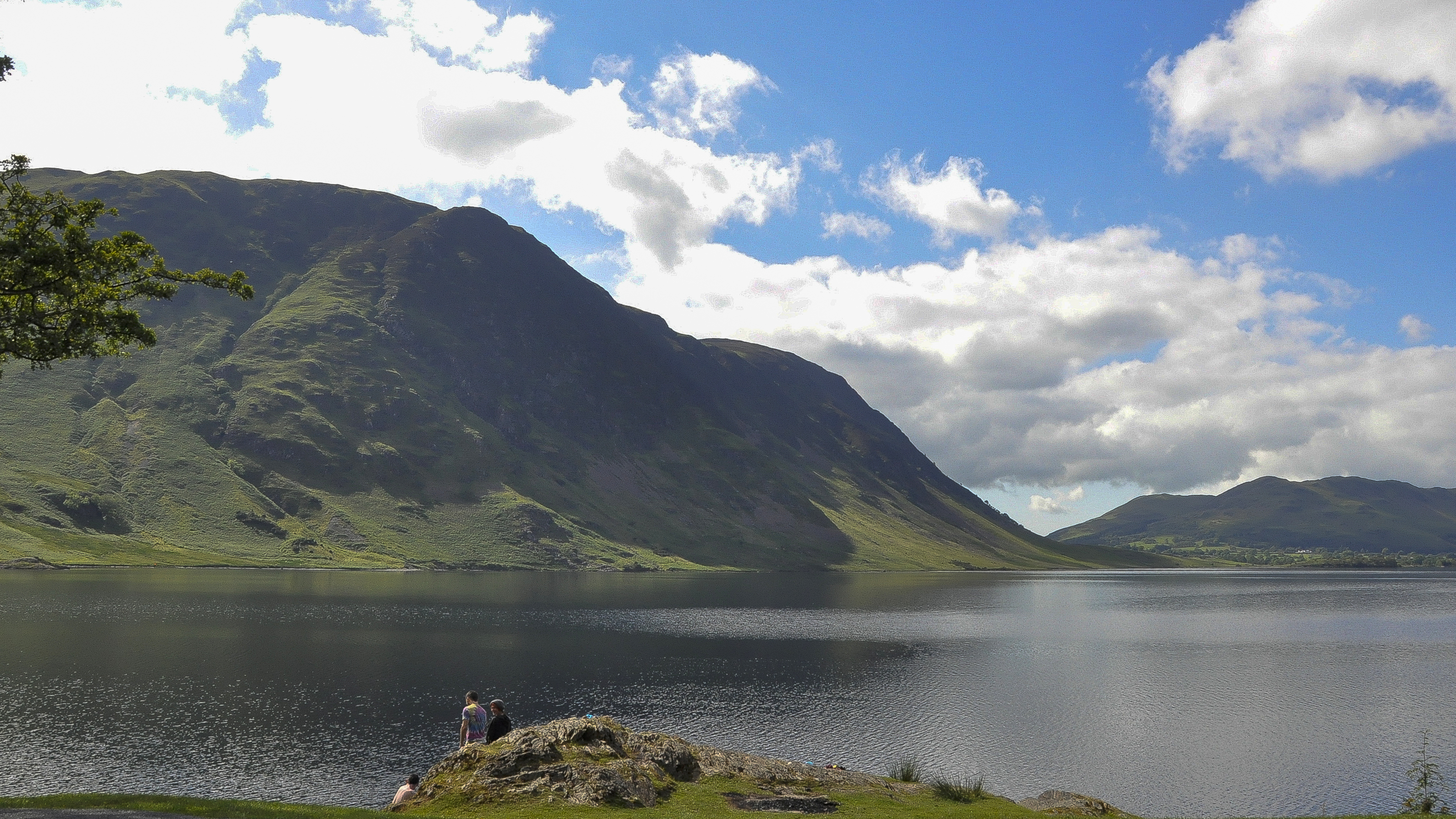
De noordelijke zijde van Crummock Water
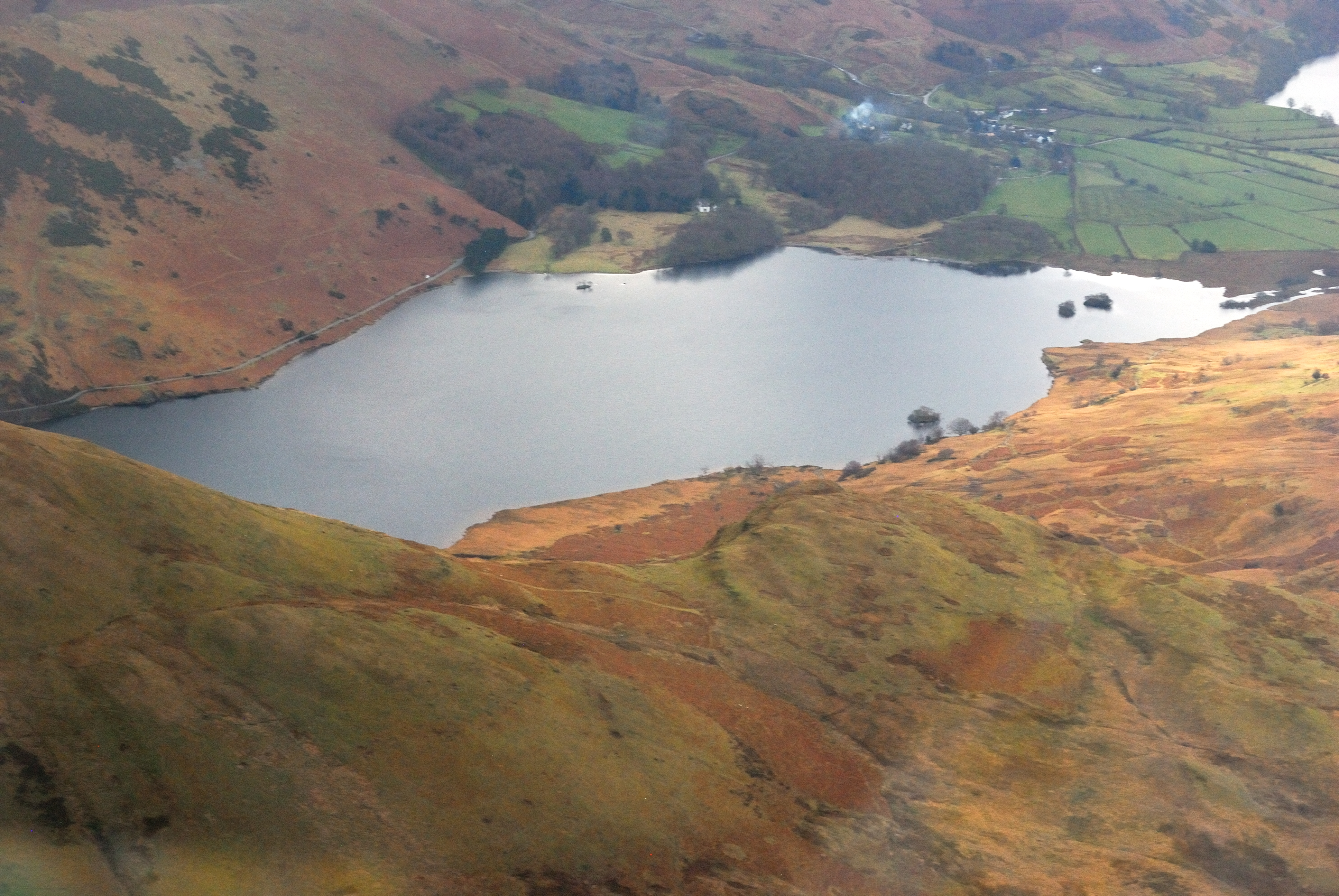
Vanuit de lucht